# Cryptus hissarensis
Cryptus hissarensis är en stekelart som beskrevs av Maljavin 1968. Cryptus hissarensis ingår i släktet Cryptus och familjen brokparasitsteklar. Inga underarter finns listade i Catalogue of Life.